# Araneus fronki
Araneus fronki är en spindelart som beskrevs av Levi 1991. Araneus fronki ingår i släktet Araneus och familjen hjulspindlar. Inga underarter finns listade i Catalogue of Life.